# Glarona Sud
Glarona Sud (toponimo italiano; in tedesco e ufficialmente Glarus Süd, in francese Glaris Sud) è un comune svizzero di 9 494 abitanti del Canton Glarona; è il comune più esteso del cantone.

## Geografia fisica

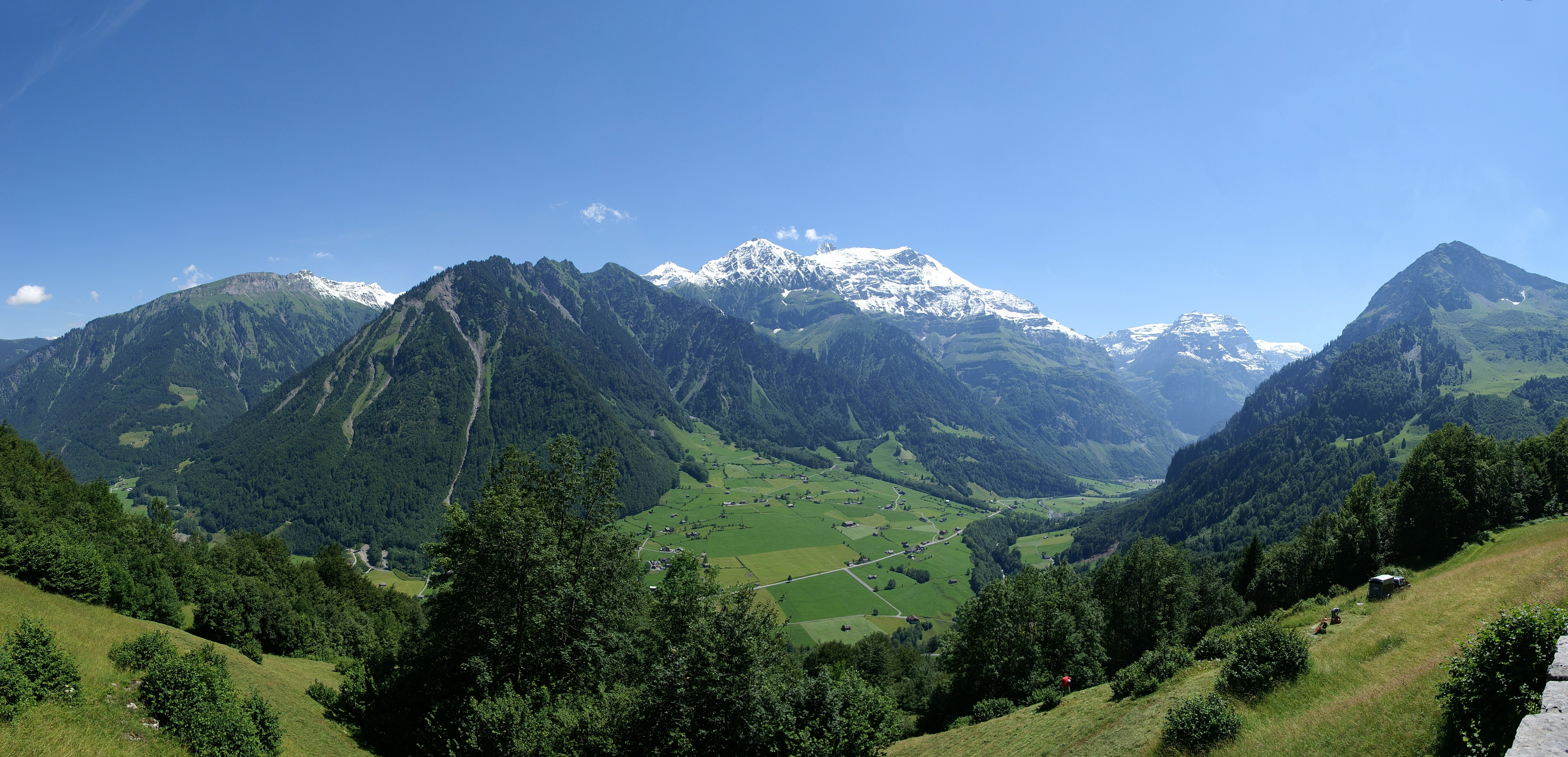
Panorama dal passo del Klausen

Glarona Sud si estende su una superficie di 430,11 km²; il territorio del comune è attraversato dal fiume Linth e dal suo affluente Sernf. La Linth sfocia a Glarona Nord nel lago di Walenstadt.
Il comune confina con quattro cantoni svizzeri: Grigioni a sud, San Gallo a est, Svitto e Uri a ovest. Il punto più elevato del comune è il monte Tödi (3 614 m s.l.m.) al confine con i Grigioni; sul territorio si trovano le dighe Garichte West, Garichte Ost e Limmern.

## Storia
Il comune di Glarona Sud è stato istituito il 1º gennaio 2011 con la fusione dei comuni soppressi di Betschwanden, Braunwald, Elm, Engi, Haslen, Linthal, Luchsingen, Matt, Mitlödi, Rüti, Schwanden, Schwändi e Sool; capoluogo comunale è Schwanden. In precedenza il comune di Luchsingen aveva inglobato i comuni soppressi di Diesbach e Hätzingen (1º gennaio 2004) e quello di Haslen i comuni soppressi di Leuggelbach e Nidfurn (1º gennaio 2006).

## Geografia antropica

### Frazioni
Le frazioni di Glarona Sud sono:
- Betschwanden[3]
- Braunwald[4]
  - Bergeten
- Elm[5]
  - Müsli
  - Obmoos
  - Schwändi
  - Steinibach
  - Sulzbach
  - Töniberg
  - Untertal
  - Vogelsang
  - Wald
- Engi[6]
  - Dörfli
  - Hinterdorf
  - Vorderdorf
- Haslen[7]
  - Büel
  - Leu
  - Leuggelbach[8]
    - Steinigen

  - Mülibächli
  - Nidfurn[9]
  - Oberhaslen
  - Zussigen
- Linthal[10]
  - Auen
  - Dorf
  - Ennetlinth[11]
  - Matt
- Luchsingen[12]
  - Adlenbach
  - Diesbach[13]
    - Dornhaus

  - Hätzingen[14]
    - Tschuepis
- Matt[15]
  - Weissenberge
- Mitlödi[16]
  - Ennetlinth
- Rüti[17]
- Schwanden[18]
  - Thon
  - Tschachen
- Schwändi[19]
  - Lassigen
  - Oberschwändi
  - Unterschwändi
- Sool[20]
  - Obersool
  - Untersool
  - Wart

## Infrastrutture e trasporti
Il comune è servito dalla ferrovia Ziegelbrücke-Linthal (linea S25 della rete celere di Zurigo).